# گروه برداری

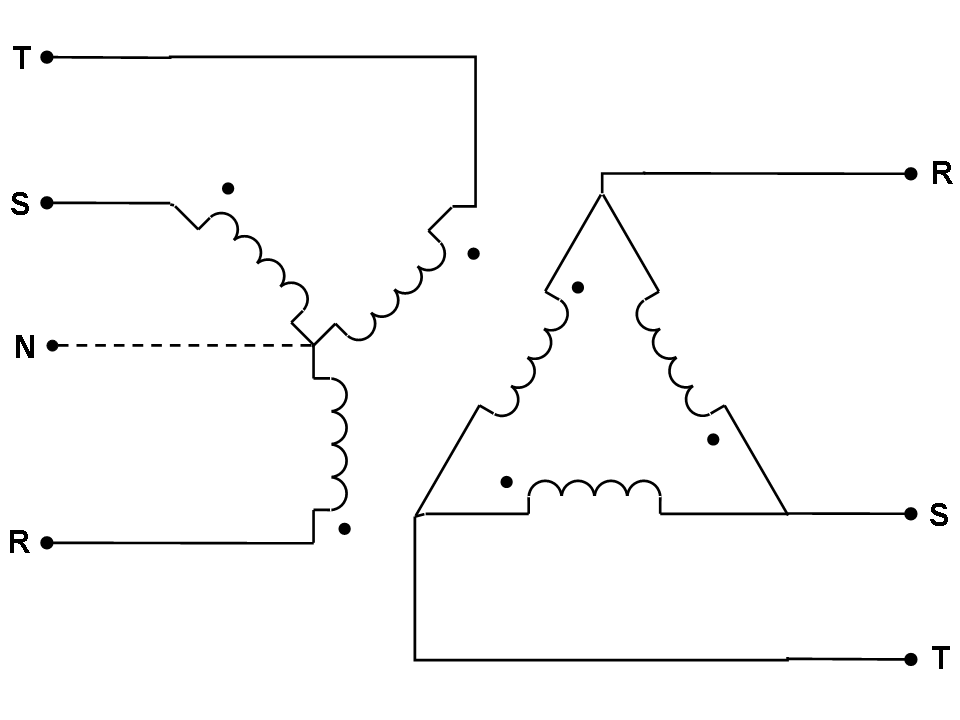
گروه برداری از مشخصات ترانسفورماتور های سه فاز

گروهٍ بُرداری (vector group) یکی از مشخصات ترانسفورماتورهای سه‌فاز است که آرایش سیم‌پیچ‌های اولیه، ثانویه و ثالثیه را مشخص می‌کند. گروه برداری برداری ترانس‌ها که بر روی پلاک آن‌ها مشخص می‌شود نمایانگر نوع اتصال (ستاره، مثلث یا زیگزاگ) و جابجایی فاز در ثانویه نسبت به اولیه است. نوع اتصال با کمک حروف بزرگ برای سمت فشارقوی و حروف کوچک برای سمت فشارضعیف مشخص می‌شود که در آن D یا d بیان‌کنندهٔ اتصال مثلث، Y یا y ستاره، و Z یا z بیان‌کنندهٔ اتصال زیگزاگ هستند. در صورت وجود سیم نول آن را با N یا n مشخص می‌کنند. عددی که در گروه برداری می‌آید نمایانگر جابجایی فاز سمت فشارضعیف بر حسب ۳۰° و نسبت به ولتاژ فازبه‌زمین سمت فشار قوی است.
برای محاسبهٔ گروه برداری، بردار ولتاژ سمت فشارقوی را روی عدد ۱۲ یک ساعت فرض می‌کنند و محل بردار ولتاژ فشارضعیف را نسبت به فشارقوی محاسبه می‌نمایند و عددی که بردار ولتاژ فشارضعیف نمایش می‌دهد همان عدد گروه برداری خواهد بود. برای نمونه Dyn1 معرف یک ترانس سه‌فاز با اتصال مثلث در سمت اولیه و اتصال ستارهٔ زمین‌شده در سمت ثانویه و پس‌فاز بودن ۳۰°‌ای ولتاژهای فشارضعیف نسبت به فشارقوی است. یعنی اگر برداری ولتاژ فشارقوی روی عدد ۱۲ یک ساعت باشد، برداری ولتاژ‌ فشار ضعیف روی عدد ۱ خواهد بود. در این محاسبات فرض می‌شود که نیروی محرک الکتریکی در سه‌فاز برابر، متوازن، دارای اختلاف‌فاز ۱۲۰ درجه بین فازها و توالی فاز معین هستند. گروه‌های برداری معمولاً‌ برای توالی فاز مثبت و با فرض اتصال اتصال هر فاز به پایهٔ خودش محاسبه می‌شوند، اما در صورتی که توالی فاز تغییر کند و پایه‌ها عوض شوند، امکان دارد (به‌ظاهر) گروه‌های برداری دیگری برای یک ترانس معین به دست آید. برای نمونه برای یک ترانس معین است ممکن است با توجه به توالی فاز در نظر گرفته‌شده برای ترانس، نمادهای Yd1، Yd9 یا Yd5 برای گروه برداری آن حاصل شوند. مانور دادن روی ترمینال‌ها این امکان را فراهم می‌آورد که بتوان ترانسفورماتورهایی با اتصالات داخلی متفاوت را با هم موازی کرد. بر همین اساس موازی‌کردن ترانسفورماتورهای دارای اتصال Yy با Dd و Yd‌ با Dy و Yd‌ با Yz امکان‌پذیر است.

## دسته‌بندی
| شمارهٔ گروه | جابجایی فاز  | اعضای گروه          |
| ---------- | ------------ | ------------------- |
| گروه ۱     | صفر درجه     | Yy0 Dd0 Dz0 Zd0     |
| گروه ۲     | ۱۸۰ درجه     | Yy6 Dd6 Zd6 Dz6     |
| گروه ۳     | منفی ۳۰ درجه | Dy1 Yd1 Yz1 Zy1     |
| گروه ۴     | مثبت ۳۰ درجه | Dy11 Yd11 Yz11 Zy11 |

در ترانسفورماتورهای سه‌فاز، بسته به نحوهٔ اتصالات و اختلاف فاز بین ولتاژهای سمت فشارقوی و فشارضعیف، ترانسفورماتورها را به چهار گروه برداری تقسیم می‌کنند.
گروه برداری شمارهٔ ۱ بیانگر اختلاف‌فاز صفر درجه است و اتصال‌های Yy0، Dd0 و Dz0 را شامل می‌شود.
در گروه شمارهٔ ۲، اختلاف فاز ۱۸۰ درجه است. اتصالات Yy6 و Dd6 در این گروه قرار دارند.
در گروه سوم بردار ولتاژ خط فشار ضعیف نسبت به بردار خط فشارقوی ۳۰° پس‌فاز است و به عبارت دیگر اختلاف‌فاز گروه سوم منفی ۳۰° است. اتصال‌های Yd1 و Dy1 از گروه سوم هستند.
در گروه چهارم اختلاف فاز مثبت ۳۰° است و بردار ولتاژ خط فشارضعیف نسبت به فشارقوی ۳۰ درجه پیش‌فاز است. اتصال‌های Dy11 و Yd11 در این گروه هستند.
یکی از شرایط ضروری برای موازی‌کردن ترانسفورماتورها داشتن اختلاف فاز برابر است، یعنی اختلاف‌فاز ولتاژهای خط ثانویهٔ ترانسفورماتورهایی که می‌خواهند موازی شوند باید صفر باشد یا به عبارت دیگر از یک گروه برداری باشند.
با این حال ترانسفورماتورهای گروه ۳ و ۴ را می‌توان با هم موازی کرد.
برای مثال در صورت نیاز به موازی‌کردن ترانسفورماتور Dy1 و Yd11 با هم، کافیست در ترانس Dy1 سرهای تغذیه را به صورت دوره‌ای جابجا کنیم (توالی تغذیه را از ABC به CAB تغییر می‌دهیم) و سیم‌پیچ‌های اولیه و ثانویه را با کمک ترمینال‌هایشان معکوس می‌کنیم. به این ترتیب بردارهای خط دو ترانس بر هم منطبق خواهند شد.

## کاربردهای خاص گروه‌های برداری مختلف
در انتخاب یک گروه برداری برای برای یک مقصود معین باید عوامل فنی و اقتصادی را همزمان در نظر گرفت.
اتصال YNyn0 معمولاً برای کاهش هزینهٔ عایق‌بندی سمت فشارقوی ترانسفورماتور استفاده می‌شود زیرا در اتصال ستاره بر خلاف اتصال مثلث که سیم‌پیچ‌ها در معرض ولتاژ‌ خط قرار می‌گیرند، سیم‌پیچ‌ها تنها در معرض ۶۰٪ ولتاژ خطبه‌خط خواهند بود. این اتصال برای سامانه‌های فشارضعیف که در آن‌ها از رله‌های حفاظتی اضافه‌جریان برای محافظت در برابر تماس غیرمستقیم استفاده شده است و/یا بخش بزرگی از سامانه را بارهای تک‌فاز تشکیل می‌دهد، مناسب نیست زیرا در اتصال ستاره بار در سوی دیگر ترانسفورماتور متعادل نمی‌شود و می‌تواند منجر به اختلاف بسیار شدید ولتاژها در سمت ثانویه شود.
در ترانسفورماتورهای فشارمتوسط (۳۳/۱۱ کیلوولت یا ۱۱/۳٫۳ کیلوولت) و فشارضعیف، معمولاً از گروه برداری Dyn1 یا Dyn11 استفاده می‌شود زیرا ۱) جریان‌های هارمونیکِ سوم سمت فشارضعیف در اتصال مثلثِ سمت فشارقوی حالت گردشی پیدا می‌کنند و نمی‌توانند وارد شبکهٔ سمت فشارقوی شوند. ۲) جریان‌های خطای زمین سمت ستاره در سمت مثلث بازتاب پیدا نمی‌کنند و این امر می‌تواند در رسیدن به هماهنگی عایقی بهتر مفید باشد ۳) هزینهٔ عایق‌بندی سیم‌پیچ ستاره و مثلث در ولتاژ‌های زیر ۳۳ کیلوولت تفاوت زیادی نمی‌کند. راه تشخیص سریعی برای تمیزدادن بین اتصال‌های Dyn1 و Dyn11 در سامانه‌های توزیع وجود ندارد و قاعده این است که ترانسفورماتورهای به کار رفته در یک سامانه باید همگی از یک گروه برداری باشند، به‌ویژه اگر بخواهیم آن‌ها را با هم موازی کنیم. با وجود اینکه استفاده از گروه YNyn0 در ترانس‌های توزیع ممکن است، اما استفاده از دو اتصال قبلی رایج‌تر است. برای کاهش هارمونیک می‌توان از اتصال‌های Dz استفاده کرد، اما باید مزایا و معایب این اتصال از جمله افزایش ۲۰ تا ۳۰ درصدی هزینه را در نظر گرفت.
در ترانسفورماتورهای توزیع سامانه‌های صنعتی با توان نامی بیشتر از ۲۵۰ کیلوولت آمپر استفاده از اتصال Dyn5‌ ترجیح داده می‌شود. گروه برداری Yzn5 در ترانسفورماتورهای توزیع با توان نامی کمتر از ۲۵۰ به کار می‌رود زیرا اتصال زیگزاگ توانایی بیشتری برای تأمین بارهای نامتوازن دارد که به‌ویژه در سامانه‌های سه‌فاز کوچک با بارهای تک‌فاز دیده می‌شوند.
در ترانسفورماتورهای افزایندهٔ ژنراتورهای صنعتی و تجاری، اتصالات Ynd1 یا Ynd11 کاربرد دارند که در آن‌ها اتصال مثلث سمت ژنراتور قرار می‌گیرد. با این وجود بر خلاف باور رایج که استفاده از اتصال ستاره در سمت ژنراتور را از نظر هارمونیک مشکل‌ساز می‌دانند، در عمل نشان داده شده است که اتصال Ynyn0 می‌تواند با موفقیت برای این منظور استفاده شود.
گروه برداری YNd5، گروه برداری ترجیح‌داده شده برای ترانسفورماتور ژنراتورها در نیروگاه‌ها و پست‌های انتقال 110kv/MV است.
هنگام انتخاب گروه برداری برای ترانسفورماتورها اندازه‌گیری راه دور، باید به تأثیر عواملی چون جابجایی فاز در اتصال ستاره-مثلث و نحوهٔ گذر جریان‌های خطا از داخل ترانسفورماتور دقت کرد. برای مثال در حالت‌های خاصی که جریان توالی صفر به سمت دستگاه اندازه‌گیری هدایت نشود امکان اندازه‌گیری صحیح فاصله هنگام وقوع خطاهای زمین وجود نخواهد داشت.

## تست گروه برداری
تست گروه برداری به آزمایشی گفته می‌شود که برای تشخیص نماد گروه برداری ترانسفورماتور به کار می‌رود. این تست‌ها در حالتی که ترانسفورماتورها روی تپ نامی‌شان هستند انجام می‌شوند. یک روش انجام آزمایش این است که پس از اتصال منبع تغذیهٔ آزمایش به سمت فشارقوی، پایانه‌های a2 و A2 را به هم متصل کنیم تا یک نقطهٔ مشترک بین اولیه و ثانویه ایجاد شود و سپس با اندازه‌گیری ولتاژها بین همهٔ پایانه‌ها و رسم نمودارهای مربوطه، گروه برداری را به دست آوریم. در زمان انجام آزمایش‌ها در صورت وجود سیم نول، این سیم به زمین متصل نمی‌شود تا مانع برقراری جریان گردابی گردد؛ جریانی مصرفی ترانس در حین آزمایش ناشی از جریان مغناطیس‌کنندگی است که خود این جریان در حالت عادی حدود ۱ درصد جریان نامی است و در هنگام آزمایش مقدار آن به نسبت ولتاژ آزمایش به ولتاژ نامی ترانس بستگی خواهد داشت.
آزمایش مشابهی روی اتوترانسفورماتورها نیز قابل انجام است اما در روش بالا به علت وجود نقطهٔ مشترک بین اولیه و ثانویهٔ اتوترانسفورماتور، ایجاد جریان گردشی محاسبات را پیچیده خواهد کرد. در صورتی که اتوترانسفورماتور دارای سیم‌پیچ ثالثیهٔ مثلث باشد باید بین این سیم‌پیچ و سمت فشارقوی نیز ارتباط الکتریکی ایجاد کرد.
در ترانسفورماتورهای ولتاژ سه‌فاز نیز می‌توان با استفاده از تست گروه برداری استفاده کرد. اما به علت کوچک‌بودن ولتاژ ثانویهٔ این ترانسفورماتورها (مثلاً ۱٫۴ ولت برای ولتاژ تغذیهٔ ۴۱۵ ولتی در یک ترانسفورماتور ولتاژ ۳۳کیلوولت/۱۱۰ولت)، کشیدن نمودار برداری غیرعملی است و به همین خاطر تست گروه برداری در این ترانسفورماتورها انجام نمی‌شود و به نتایج آزمایش‌های تحت بار اعتماد می‌کنند.